# 王亮
王 亮（おう りょう、生年不詳 - 510年）は、南朝宋から梁にかけての政治家。字は奉叔。本貫は琅邪郡臨沂県。

## 経歴
給事黄門侍郎の王攸（王偃の子）の子として生まれた。東晋の丞相王導の六世孫にあたる。宋末に公主を妻に迎えて、駙馬都尉・秘書郎に任じられた。桂陽王文学や南郡王友、秘書丞をつとめた。斉の竟陵王蕭子良が西邸を開き、俊才を集めて士林館を作ると、王亮もこれに参加した。中書侍郎・大司馬従事中郎に転じ、衡陽郡太守に任じられた。じめじめした南方の土地を嫌って赴任せず、給事黄門侍郎となった。まもなく晋陵郡太守に任じられ、清廉公平な統治で知られた。蕭鸞が相となると、王亮を召して領軍長史とした。蕭鸞（明帝）が即位すると、王亮は太子中庶子・尚書吏部郎をつとめ、侍中に転じた。
建武末年、吏部尚書となった。ときに尚書右僕射の江祏が朝政をつかさどり、かれの任用した人々が高位を占めた。王亮は江祏と深い交友関係があった。江祏が処刑されると、かれに近しい人々は免官され、王亮も例外ではなかった。まもなく通直散騎常侍・太子右衛率の位を加えられ、尚書右僕射・中護軍となった。東昏侯蕭宝巻が刑罰を濫用するようになると、王亮は皇帝におもねって誅戮を免かれた。
永元2年（500年）11月、蕭衍が雍州で起兵した。中興元年（501年）9月、蕭衍が新林に到着すると、官僚たちは争って蕭衍を迎え、誼を通じようとしたが、王亮はひとり孤高を保った。12月、蕭衍は建康に入城したが王亮の罪を問わなかった。中興2年（502年）、蕭衍が霸府を開くと、王亮は大司馬長史・撫軍将軍・琅邪清河二郡太守となった。蕭衍が梁公となると、王亮は侍中・尚書令に任じられたが、固辞して受けず、侍中・中書監となり、尚書令を兼務した。同年（天監元年）4月、蕭衍が皇帝に即位すると、王亮は侍中・尚書令・中軍将軍に任じられ、豫寧県公に封じられた。天監2年（503年）1月、侍中・中軍将軍のまま左光禄大夫に転じた。元日の朝礼に病と称して昇殿せず、別宅で宴会を設けて談笑していた。数日後に、勅命を受けて公卿が見舞うと、王亮は病のそぶりもなかったので、御史中丞の楽藹が不敬を奏上して、棄市の刑に相当すると論告した。王亮は爵位を剥奪されて庶民とされた。
天監4年（505年）夏、蕭衍が華光殿で宴会を開いたとき、尚書左丞の范縝が王亮を任用するようしきりに勧めたが、蕭衍は喜ばなかった。御史中丞の任昉が范縝を弾劾し、蕭衍はこれを是とした。王亮は居宅の門を閉ざして、賓客との交友も絶った。天監8年（509年）、秘書監として任用され、通直散騎常侍の位を加えられた。数日後には太常卿に転じた。
天監9年（510年）1月、中書監となり、散騎常侍の位を加えられた。同年5月、死去した。諡は煬子といった。

## 伝記資料
- 『梁書』巻16 列伝第10
- 『南史』巻23 列伝第13